# Branchinecta gigas
Branchinecta gigas é uma espécie de crustáceo da família Branchinectidae. 
Pode ser encontrada nos seguintes países: Canadá e nos Estados Unidos da América. 